# Tashan Oakley-Boothe
Tashan Oakley-Boothe (født 14. februar 2000) er en engelsk fodboldspiller der spiller for Tottenham Hotspur.